# Exists
Exists (Brasil: Eles Existem ) é um filme de terror norte-americano de 2014, dirigido por Eduardo Sánchez. O filme teve sua estreia mundial em 7 de março de 2014, em South by Southwest e estrelado por Chris Osborn e Samuel Davis como dois irmãos caçando o lendário Pé-grande.

## Elenco
- Chris Osborn ... Brian
- Dora Madison Burge ... Dora
- Roger Edwards ... Todd
- Denise Williamson ... Elizabeth
- Samuel Davis ... Matt
- Brian Steele ... Sasquatch
- Jeff Schwan ... Uncle Bob (creditado como J.P. Schwan)
- George P. Gakoumis Jr. ... vendedor de fogos de artifício (creditado como George Gakoumis)
- Stefanie Sanchez ... Operador 911